# Miss PILOT
《Miss PILOT》（日语： Misu pairotto）是日本富士電視台於2013年10月15日起開播的週二晚間十點檔連續劇，由堀北真希主演。

## 概要
手塚晴（堀北真希飾）是東京蒲田居酒屋店主的女兒，因為性格直率不擅巧言令色，導致求職接連碰壁。一次偶然的機會中參加航空公司ANA的機師考試，意外獲得錄取，在教官的嚴格指導下，一步步的朝向機師的目標邁進。

## 登場角色及演員陣容

### 全日本航空

#### 第68期飞行员实习生A组
2010年4月1日加入全日空
- 手塚晴 - 堀北真希 （香港配音：张颂欣）

是「雲雀」（ひばり）居酒屋老闆的女兒。起先求職屢屢碰壁，後來抱著姑且一試的想法報考全日空的飛行員招募，沒想到意外通過初試。
在考試中體認到身為航空人員的感動，因而找到了自己的夢想－飛行員。成功錄取之後，便展開了飛行員學習之旅...
- 小田千里 - 相武紗季 （香港配音：林元春）

畢業於東京大學理學部物理學系。有著凡事講求精確無比的性格。原本對晴的天真爛漫很不以為然，但受訓後也慢慢敞開心胸，成為晴的好友。
父親是一名優秀飛行員，卻在她小學時就與母親離婚，對父母的不諒解，讓她成長後漸漸變成冷漠個性，母親對此也感到相當愧疚。
其實早在2年前就受過相關訓練，但由於某些因素以致打退堂鼓。直到現在才又再次挑戰。
- 岸井泰治 - 間宮祥太朗 （香港配音：李鎮然）

阿倍野鈴的男友，卻在受訓期間被單純善良的晴吸引，漸漸喜歡上晴，但又不忍心辜負鈴，心意搖擺不定。
- 小鳥翔 - 小柳友（香港配音：李凱傑）

身材高大但個性溫和的男孩，很容易緊張，因爺爺是飛機維修員退休，從小就喜歡波音747飛機，才決心報考航空公司。原本是報考飛機維修員卻沒考上，改報考飛行員才錄取。
- 山田一男 - 藤井流星（香港配音：張方正）

個性活潑開朗的典型關西男孩，是小組裡的開心果，在受訓期間喜歡上鈴木倫子。
- 諸星麻也 - 庄野崎謙（日语：庄野崎謙）（香港配音：麥皓豐）

沉默寡言的富家子，出身醫師世家，表面上對什麼事都不關心，不喜歡說客套話，總是直言批評，其實心裡還是會為其他人著想。

#### 培训中心
- 國木田孝之助 - 齋藤工（香港配音：梁伟德）

機長。為第68期飛行員實習生A組的指導教官，篠崎一豐的得意門生，以全部滿分的優異成績結訓，也是全日空目前最年輕的機長。表面雖然冷漠，其實很關心實習生們，冷漠的原因似乎是因為有著不為人知的秘密。
- 篠崎一豐 - 岩城滉一（日语：岩城滉一）（香港配音：朱子聪）

機長。培訓中心副主任，雖然相當資深，但完全沒有架子，喜歡與後輩們聊天打氣。其實是小田千里的父親，但在公司中會避談此身分，因此學員們都不知道。

#### 地勤
隶属于羽田机场第二航廈
- 阿倍野铃 - 樱庭奈奈美（香港配音：陈皓宜）

地勤，岸井泰治的女友，原本以相聚時間會減少為理由，相當反對泰治報考飛行員。在泰治獲得錄取後，又察覺到泰治對感情開始不堅定，轉而支持泰治接受訓練。
- 铃木伦子 - 菜菜緒（香港配音：梁少霞）

資深地勤，外貌出眾，喜歡國木田，是實習生們學習地勤業務時的指導老師。雖然個性有些驕縱，但對工作也很有責任感，喜歡悄悄的從國木田背後靠近，非常不喜歡見到國木田搭訕其他空姐，老是叫錯山田的姓氏。

#### 主角相关人物
- 三枝佳乃子 - 藤澤惠麻（日语：藤澤恵麻）（香港配音：黃瑩瑩）

為全日空學員宿舍「品川WEST」的管理員兼主廚，溫柔賢淑，對實習生們就像母親對孩子一樣的照顧，所以很得實習生敬愛。與篠崎及國木田也都有好交情。
- 相葉弦太 - 清水伸（日语：清水伸）（香港配音：陳成港）

國木田的同期同學，受訓搭檔。雖然不像國木田一樣對飛行有天賦，卻十分努力的學習，因此在受訓時期一直讓國木田視為競爭成績的對象，在一次颱風天航空事故中身亡，國木田對於一起受訓時對他的嚴格態度一直相當歉疚。

### 其他
- 手塚茂雄 - 石倉三郎（日语：石倉三郎）（香港配音：黃子敬）

手塚晴的父親，夫妇两人打理一间名为 「雲雀」（ひばり）的居酒屋。
- 手塚良美 - 根岸季衣（日语：根岸季衣）（香港配音：林丹鳳）

手塚晴的母親，夫妇两人打理一间名为 「雲雀」（ひばり）的居酒屋。
- 小田久子 -筒井真理子（日语：筒井真理子）（香港配音：陸惠玲）

小田千里的母親，優雅端莊，因為離婚而對千里總是感到很深的愧疚，原本並不希望千里報考飛行員。

### 客串角色
出場次數多於一集的角色會在中標明集數。

#### 第1集
- 宮田五郎 - 鶴見辰吾（最終回）（香港配音：招世亮）

宮田製作所的社長，公司的產品也包括飛機彈簧，因此聽到前來求職的晴竟有報考飛行員後感到很好奇。為人慈祥親切，和晴談心並給予建議。

#### 第2集
- 佐藤寅雄 - 野添義弘（日语：野添義弘）（香港配音：陳曙光）

準備搭飛機去參加獨生女婚禮的老人。因為是獨自帶大女兒，與女兒相依為命，所以特別捨不得女兒出嫁。
- 喜代 - 吉田妙子（日语：吉田妙子）（香港配音：袁淑珍）

必須在倉促時間內緊急轉機的老人旅行團成員之一。

#### 第3集
- 吉岡 - 羽場裕一（日语：羽場裕一）（第10集～最終回）（香港配音：黃子敬）

全日空維修中心主任，很受後輩敬重，是實習生見習維修工作時的指導老師。
- 畑中 - 笠原秀幸（日语：笠原秀幸）（香港配音：關令翹）

全日空維修中心技師，吉岡的下屬，對飛行員實習生感到排斥，認為他們見習維修是多餘的事。

#### 第4集
- 麻倉 - 須藤理彩（香港配音：鄭麗麗）

女機師，也是篠崎教導出來的學生之一，給晴的意見對晴來說有很大的鼓勵效果。
- 藤川愛 - 大宮千莉（香港配音：凌晞）

獨自一人搭乘飛機的女童。

#### 第5～7集
- 洛伊 - 鮑伯·薩普（香港配音：劉昭文）

體型壯碩，身材相當高大的非裔美國人，是實習生們在美國受訓時的宿舍管理員兼廚師。雖然外貌兇惡，其實心地善良。
- 艾力克 - 布雷特·吉倫（香港配音：潘文柏）

小晴和千里組的實機訓練指導教官，對晴的天真感到很煩惱。
- 約翰 - 淺沼柯林

岸井和小鳥組的實機訓練指導教官，寡言不喜歡多作解釋。
- 基司

諸星和山田組的實機訓練指導教官，是一位男同性戀者。

#### 第8～9集
- 矢澤 - 茂呂師岡（日语：モロ師岡）（最終回）（香港配音：陳永信）

全日空機師派遣中心主任，劇中只提到姓氏未提到名，與篠崎同樣資深，空閒時兩人常會一起閒聊近況。

## 在劇中登場的民航機機種
- 波音747、波音767、波音777、波音787、塞斯納 172、派珀PA-44

## 製作團隊
- 劇本：櫻井剛、池上純哉、小峯裕之
- 音樂：末廣健一郎、得田真裕
- 導演：澤田鎌作、成田岳、長瀨國博、森脇智延
- 主題曲：kaho《every hero》（Sony Music Records）
- 助理導演：三橋利行
- 戲劇標題：山本雅之
- 視覺特效：鴫原譲、赤羽智史
- 餐點管理員：佐川啟子
- 拍攝協力：日本機場大廈
- 製作人：後藤博幸
- 協力製作人：關口大輔、古郡真也
- 助理製作人：羽鳥秋乃
- 美國工作人員（US CREW）

製作人： 城田寬貴（Hiroki Shirota）
第一助導： 春田義輝（Yoshiteru Haruta）
- 協力：全日本航空、UND AEROSPACE
- 製作協力：FILM
- 製作著作：富士電視台戲劇製作部

## 收視率
| 集數   | 播放日期 （2013年） | 日文副標題 | 中文副標題                                            | 编剧             | 導演     | 收視率 |
| 第1集  | 10月15日            |            | 老街小酒館出身的女孩要成为飞行员！                    | 樱井刚           | 泽田镰作 | 15%    |
| 第2集  | 10月22日            |            | 新人的考驗！在機場的終點對上司申訴！                  | 櫻井剛           | 成田岳   | 12.4%  |
| 第3集  | 10月29日            |            | 防止墜機！！實習生的維修培訓！                        | 小峯裕之         | 成田岳   | 10.3%  |
| 第4集  | 11月5日             |            | 我不當飛行員了！                                      | 小峯裕之         | 長瀨國博 | 12.7%  |
| 第5集  | 11月12日            |            | 美國篇15分鐘加長特別版！地獄般的飛行訓練，現在開始！  | 池上純栽         | 澤田鎌作 | 11.0%  |
| 第6集  | 11月19日            |            | 在美受訓的淘汰者...                                   | 池上純哉         | 澤田鎌作 | 11.6%  |
| 第7集  | 11月26日            |            | 給在美夥伴的最後留言                                  | 池上純哉         | 澤田鎌作 | 12.7%  |
| 第8集  | 12月3日             |            | 飛行員的夢想，能否美夢成真...                         | 櫻井剛           | 長瀨國博 | 10.7%  |
| 第9集  | 12月10日            |            | 客機操縱倒數，晴出現緊急情況                          | 櫻井剛           | 森脇智延 | 10.6%  |
| 第10集 | 12月17日            |            | 最終任務！去飛吧！                                    | 櫻井剛、小峯裕之 | 成田岳   | 10.6%  |
| 最終回 | 12月24日            |            | 第一次飛行出現緊急情況！232分鐘19秒的緊張過程全公開！ | 池上純哉         | 澤田鎌作 | 10.8%  |

## 外部連結
- 富士電視台（日語）
- 緯來日本台 （页面存档备份，存于）（繁體中文）

## 節目的變遷
| 日本富士電視台系列 火九連續劇        | 日本富士電視台系列 火九連續劇               | 日本富士電視台系列 火九連續劇 |
| ------------------------------------ | ------------------------------------------- | ----------------------------- |
|                                      | （2013.10.15－2013.12.24）                  |                               |
| 急症群英5 （2013.07.09－2013.09.10） | 福家警部補的問候 （2014.01.14－2014.03.25） |                               |

| 香港 無綫網絡電視煲劇1台 星期日 14:00 - 16:00及20:30 - 22:30                                                                                 | 香港 無綫網絡電視煲劇1台 星期日 14:00 - 16:00及20:30 - 22:30 | 香港 無綫網絡電視煲劇1台 星期日 14:00 - 16:00及20:30 - 22:30 |
| --- | ------------------------------------------------------------ | ------------------------------------------------------------ |
| | （2014.03.30 - 2014.05.04）                                  |                                                              |
| （2014.02.16 - 2014.03.23） | （2014.05.04 - 2014.06.01）                                  |                                                              |
| 香港 無綫電視J2 星期六 10:00 - 11:00及22:35 - 23:35 5月2日 暫停播映 5月9日 10:00 - 11:00及22:45 - 23:45 5月23日 10:00 - 11:15及22:35 - 23:45 |                                                              |                                                              |
| （2015.01.17 - 2015.04.11） | （2015.04.18 - 2015.07.04）                                  | （2015.08.08 - 2015.10.17）                                  |

| 臺灣 緯來日本台 週一至週五 20:00 - 22:00 | 臺灣 緯來日本台 週一至週五 20:00 - 22:00 | 臺灣 緯來日本台 週一至週五 20:00 - 22:00 |
| ---------------------------------------- | ---------------------------------------- | ---------------------------------------- |
|                                          | （2014.09.17 - 2014.10.01）              |                                          |
| （2014.09.02 - 2014.09.15）              | （2014.10.02 - 2014.10.15）              |                                          |